# Maurice Ponte
Maurice Ponte (* 5. April 1902 in Voiron; † 26. September 1983 in Paris) war ein französischer Physiker und Radar-Pionier in Frankreich.
Ponte besuchte die Prytanée militaire de La Flèche und studierte ab 1920 an der École normale supérieure (ENS) mit der Agrégation in Physik 1924. Danach forschte er über Röntgenbeugung bei Maurice de Broglie und in London bei William Henry Bragg. 1925/26 war er Rockefeller Stipendiat und 1926 bis 1929 Agrégé-préparateur an der ENS. Ab 1929 arbeitete er unter Yves Rocard beim Radioröhren-Hersteller Radiotechnique und wurde Laborleiter bei der Société française radio-électrique (SFR), einer Tochter der Compagnie générale de la télégraphie sans fil (CSF). Dort entwickelte er ab 1932 das Magnetron weiter. Das führte zu Anwendungen auf See (ab 1934, mit Henri Gutton, unter anderem auf dem Passagierschiff Normandie) und 1939 zu Arbeiten an einem Radarsystem für die Luftabwehr von Paris und 1940 reiste er nach London um den Prototyp ihres Magnetrons für Radaranwendungen zu übergeben. Sie flossen in die Entwicklungen von John Turton Randall und Henri Boot in Birmingham ein.
1939 bis 1951 war er Professor an der Ecole Supérieure d'Electricité, wo er Vorlesungen über Röhrentechnik hielt.
1950 wurde er Generaldirektor von CSF und 1960 Präsident. Nach der Fusion mit Thomson 1968 ging er in den Ruhestand.
1958 wurde er einer der zwölf wissenschaftlichen Berater der Regierung von Charles de Gaulle im Comité consultatif de la recherche scientifique et technique. Er war an der Gründung des Institut des hautes études scientifiques beteiligt. 1963 wurde er Mitglied der Académie des Sciences, und er war Präsident der französischen Gesellschaft für Raumforschung.
1947 erhielt er die Blondel-Medaille der Société de l'électricité, de l'électronique et des technologies de l'information et de la communication, 1956 den Prix Hughes der Académie des sciences und 1964 den Prix Christophe Colomb. Er war Kommandeur der Ehrenlegion, Großoffizier des Ordre national du Mérite und Kommandeur der Palmes académiques.
Er war 1949 Präsident der Société des Radioélectriciens und 1950 der Société Française des Electriciens. 1954 war er Vizepräsident des IRE (Institute of Radio Engineers).

## Schriften
- mit Pierre Braillard: L'Électronique, Collections Microcosme „le Rayon de la science“ no 1, Le Seuil, Paris, 1959
- mit Pierre Braillard: L'Informatique, Collections Microcosme „le Rayon de la science“ no 31, Le Seuil, Paris, 1969